# Pembroke Center for Teaching and Research on Women
El Pembroke Center for Teaching and Research on Women (en español, «Centro Pembroke para la enseñanza y la investigación sobre la mujer») se estableció en 1981 en la Universidad Brown de Providence, Rhode Island, como un centro de investigación interdisciplinario centrado en género y mujeres. Además de dedicarse a la investigación, el centro también alberga archivos de teoría feminista e historia de las mujeres y la colección de Estudios de Género y Sexualidad de pregrado de la Universidad Brown. Leela Gandhi, académica de poscolonialismo, es la directora del Centro desde julio de 2021.
El Pembroke Center debe su nombre a Pembroke College de la Universidad Brown, la antigua universidad para mujeres de Brown. Está afiliado al Sarah Doyle Center for Women and Gender (del inglés, Centro para la Mujer y el Género Sarah Doyle) de Brown.

## Historia

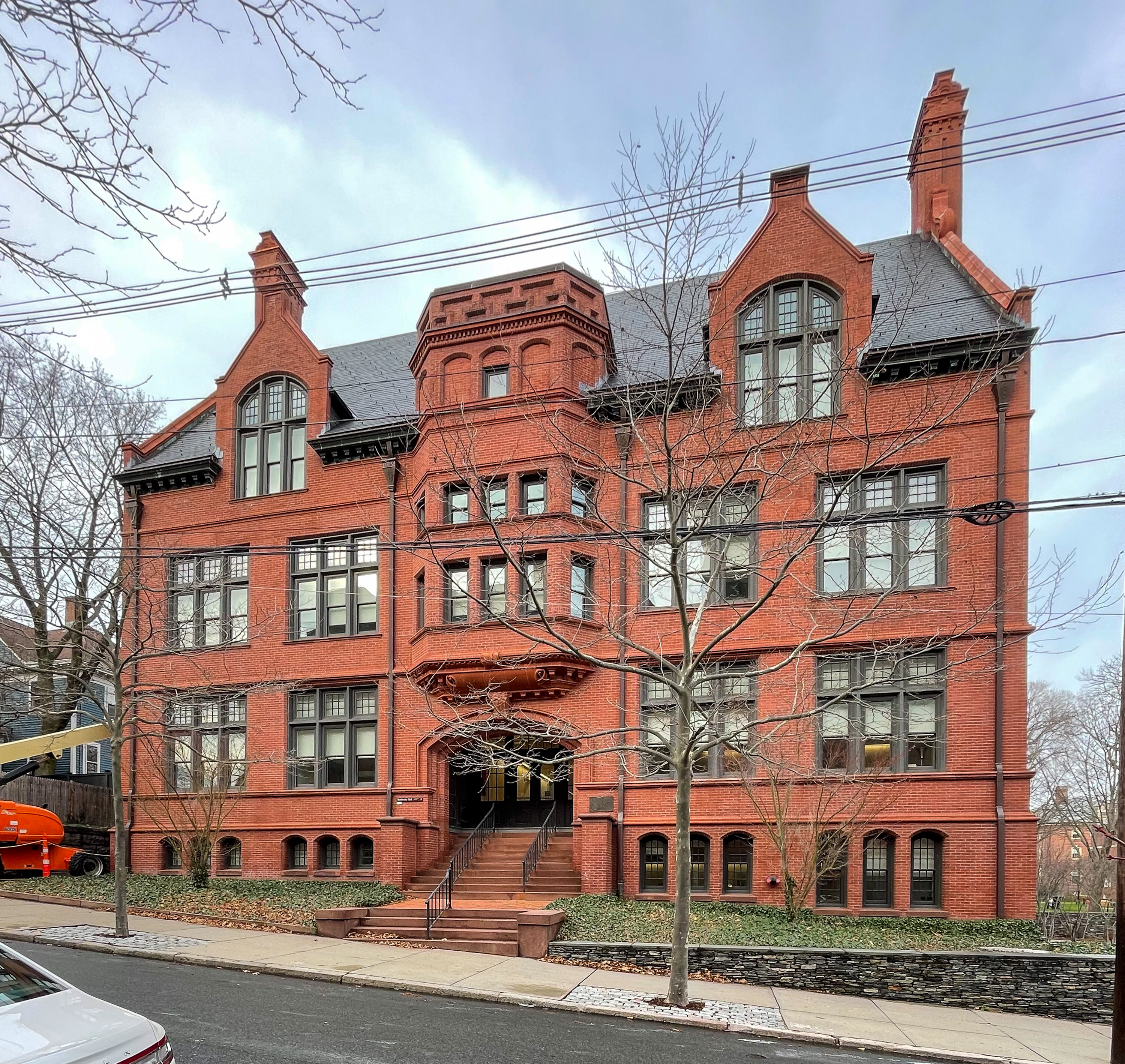
Pembroke Hall, en el antiguo campus de Pembroke College, sirve como sede del centro.

En 1981 se inauguró el Pembroke Center for Teaching and Research on Women, una década después de la fusión de la Universidad Brown con el Pembroke College. Joan Wallach Scott fue la directora fundadora del centro. Al principio, el Centro recibió el apoyo de la Fundación Ford, el Fondo Nacional para las Humanidades y la Fundación Rockefeller, aunque ahora da apoyo a sus programas en gran medida a través de su propia dotación.
En 2008 se estableció el programa conjunto Nanjing-Brown en Estudios de Género y Humanidades como un programa conjunto entre el Pembroke Center, la Universidad de Nankín y el Cogut Center junto al Departamento de Estudios de Asia Oriental de la Universidad de Brown. Ese mismo año el centro se trasladó desde el Alumnae Hall al Pembroke Hall, tras la renovación del edificio que hizo la arquitecta Toshiko Mori. En 2016 el Centro creó el Proyecto de Teoría Feminista Negra, que se encarga de la rotación de profesoras y académicas residentes.
El Pembroke Center recibió una donación de $5 millones en junio de 2021, contribuyendo de forma permanente a que el centro tenga un puesto de dirección. El anuncio de la donación coincidió con el nombramiento de Leela Gandhi como directora.

### Directoras[9]
- Joan Wallach Scott (1981-1985)
- Barbara A. Babcock (1986-1987)
- Karen Newman (1987-1993)
- Ellen Rooney (1992-2000)
- Elizabeth Weed (2000-2010)
- Kay Warren (2011-2014)
- Suzanne Stewart-Steinberg (2014-2021)
- Leela Gandhi (2021-2023)
- Debbie Weinstein (2023-2024)
- Leela Gandhi (2024-)

## Investigación y docencia
El Pembroke Center ofrece una amplia gama de programas de investigación y enseñanza para alumnos. Los esfuerzos del centro para preservar la historia de las mujeres en Brown y en Rhode Island y estudios de teoría feminista han contribuido a la formación del Archivo Christine Dunlap Farnham y el Archivo de Teoría Feminista.

### Fusión
En otoño de 2006 el programa de estudios de género se fusionó con la concentración en Sexualidad y Sociedad para formar el Programa de Estudios de Género y Sexualidad, una concentración interdisciplinaria que examina la construcción del género y la sexualidad en contextos sociales, culturales, políticos, económicos o científicos. Cada concentrador se enfoca en un tema o pregunta bien definida y trabaja en estrecha colaboración con un asesor de concentración para desarrollar un programa que investigue esta área de enfoque rigurosamente y la complemente con cursos básicos en las disciplinas relevantes.
Las áreas de enfoque típicas pueden incluir la cultura del género, sexualidad y raza en la política o el activismo estadounidense; la construcción de identidades sexuales y de género en instituciones educativas o en diversas formas de medios visuales; un contraste entre diferentes comprensiones culturales de la identidad sexual, una literatura nacional particular y su historia.

### Seminario de Pembroke
El Seminario semanal de Pembroke reúne a becarios postdoctorales del Pembroke Center, investigadores académicos, becarios de posgrado, otros profesores de Brown interesados y estudiantes seleccionados, académicos visitantes afiliados y profesores invitados. Los temas de investigación del seminario cambian anualmente.

### Becas postdoctorales
El Pembroke Center apoya anualmente a tres o cuatro investigadores postdoctorales en residencia durante un año académico.

### Publicación académica
Differences: A Journal of Feminist Cultural Studies fue fundada en 1989, durante un encuentro crítico entre las teorías de la diferencia (principalmente continentales) y las políticas de la diversidad (principalmente estadounidenses). La revista ofrece un foro crítico donde se explora la problemática de las diferencias en textos que van desde lo literario y lo visual hasta lo político y lo social. Differences destaca los debates teóricos entre las disciplinas que abordan las formas en las que los conceptos y categorías de diferencia (en particular, pero no exclusivamente, el género) operan dentro de la cultura. Se publica tres veces al año por Duke University Press.

## Archivos delPembroke Center
Alojado en la Biblioteca John Hay, el Archivo Christine Dunlap Farnham se centra en las mujeres de Brown y Rhode Island de los siglos XIX y XX y sus organizaciones. Además de correspondencia, diarios, fotografías, periódicos, anuarios y recuerdos, también incluye una colección de cintas y vídeos de historia oral. Los materiales sobre la mujer se encuentran en todos los archivos y colecciones especiales de la Universidad. Hay una Guía de investigación de 500 páginas del Archivo Christine Dunlap Farnham que incluye más de 1.000 entradas que describen la colección.
El Archivo de Teoría Feminista, creado en 2003 con los documentos de la fallecida Naomi Schor, preserva los legados de destacadas académicas del campo de las mujeres, el género y la sexualidad. Su misión es recopilar, organizar, describir, preservar y hacer accesible el trabajo de las principales teóricas feministas desde la década de 1960. El archivo contiene los documentos de varias académicas destacadas, entre ellas Silvia Federici, Anne Fausto-Sterling, Jacqueline Bhabha, Lauren Berlant y Seyla Benhabib.

## Asociados delPembroke Center
Pembroke Center Associates es una organización de miembros que se fundó en 1983 para asegurar los programas del Centro. Es un grupo de antiguos estudiantes y amigos dedicados que ofrecen programas atractivos para antiguos estudiantes, estudiantes y la comunidad; publicitan las actividades del Pembroke Center a través de un boletín, Pembroke Center Associates y otras publicaciones; presentan el Premio de Liderazgo para el Cambio a través de la Educación a líderes que han marcado una diferencia a través de la educación; y apoyan los programas académicos y de investigación del Pembroke Center a través de sus contribuciones anuales de membresía. Además, los Asociados han establecido una dotación financiera que aumenta el presupuesto del Centro.
El Consejo de Asociados del Pembroke Center es el consejo asesor de los Asociados. Los miembros del consejo se eligen anualmente de forma rotatoria por períodos de tres años. El Consejo, que se reúne tres veces al año en el campus de Brown, está compuesto por comités que recomiendan iniciativas de acción para los Asociados.